# Seznam československých a českých vyslanců a velvyslanců v Polsku
Seznam československých a českých vyslanců a velvyslanců v Polsku obsahuje diplomatické zastupitele Československa a České republiky ve Polsku.

## Českoslovenští vyslanci 1919 – 1939
- od 30. května 1919, Vladimír Radimský, vládní delegát, později vyslanec
- 14. května 1921, Prokop Maxa, vyslanec
- 9. září 1924, Robert Flieder, vyslanec
- 21. března 1927, Václav Girsa
- prosinec 1935, Jaromír Smutný, chargé d'affaires
- 28. února 1936, Juraj Slávik, vyslanec

## Londýnská exilová vláda 1939 – 1945
- od r. 1940, Zdeněk Procházka, chargé d'affaires
- 26. června 1941, Jan Skalický, vyslanec

## Českoslovenští velvyslanci 1945 – 1992
- 18. května 1945, Josef Hejret, vyslanec; od 12. dubna 1947 velvyslanec
- 5. června 1948, František Pisek, velvyslanec
- 18. dubna 1953, Karel Vojáček, velvyslanec
- 21. června 1960, Oskar Jelen, velvyslanec
- 17. dubna 1967, Antonín Gregor, velvyslanec
- 18. prosince 1970, František Penc, velvyslanec
- 23. listopadu 1972, Jan Mušal, velvyslanec
- 26. dubna 1978, Jindřich Řehořek, velvyslanec
- 29. září 1982, Jiří Diviš, velvyslanec
- 19. října 1988, Josef Havlín, velvyslanec
- 8. května 1990, Markéta Fialková, velvyslankyně

## Čeští velvyslanci
- 1993–1994, Markéta Fialková, velvyslankyně
- 1995–2000, Karel Štindl, velvyslanec
- 2000–2001, Jan Misiarz, velvyslanec
- 2002–2008, Bedřich Kopecký, velvyslanec
- 2008–2013, Jan Sechter, velvyslanec
- 2013–2017, Jakub Karfík, velvyslanec
- 2017–2021, Ivan Jestřáb, velvyslanec
- 2021–2023, Jakub Dürr, velvyslanec
- 2023–dosud, Břetislav Dančák, velvyslanec